# Persona non grata

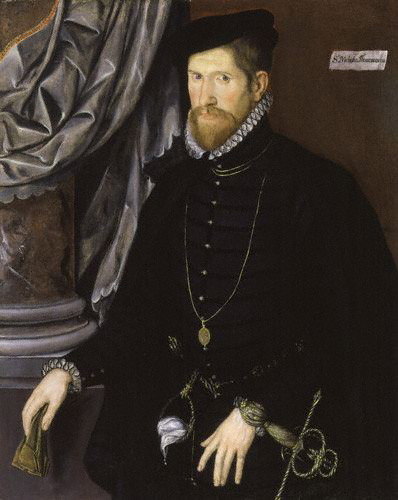
Nicholas Throckmorton. político y embajador inglés en Escocia y Francia. En 1560, el duque de Guisa, Enrique I, le encarceló acusándole de ser persona non grata en Francia.

Persona non grata (del latín persōna nōn grāta; plural: persōnæ nōn grātæ), significa literalmente 'persona no grata' como sinónimo de persona no bienvenida. Es un término utilizado en diplomacia con un significado legal específico. Suele aplicarse generalmente a personas extranjeras a las cuales se les prohíbe el acceso a un país por orden de su gobierno. Tener este título en un país es considerada una de las formas más graves de censura que una nación puede aplicar a diplomáticos extranjeros que, en circunstancias normales, están protegidos por inmunidad diplomática de un arresto por parte de las autoridades de un país, entre otras formas comunes de juicio político.

## En diplomacia
De acuerdo con la Convención de Viena sobre Relaciones Diplomáticas, artículo 9, un Estado puede "en cualquier momento, y sin tener que explicar su decisión" declarar a cualquier persona de un cuerpo diplomático persona non grata. Una persona así declarada es considerada inaceptable y normalmente es requerida por su país de origen para que regrese. Si no regresa, el Estado "puede rechazar reconocer a la persona en cuestión como miembro de la misión." Lo opuesto a persona non grata es persona grata.
Mientras que la inmunidad diplomática protege a los miembros de las misiones de las leyes civiles y criminales, dependiendo del rango, de acuerdo a los artículos 41 y 42 de la Convención de Viena, están obligados a respetar las regulaciones y leyes nacionales (entre otras cosas).
La calificación de persona non grata por parte del gobierno, o del Estado, de un país a alguno, varios o todos los integrantes de una legación diplomática de otro país puede ser, en el más grave de los casos, la antesala de una declaración de guerra; sin embargo lo más común suele ser que la acusación de persona non grata esté señalando un estado de tensión diplomática entre los gobiernos y o estados en cuestión, o cuando algún integrante de la legación diplomática extranjera es acusado de espionaje u otras actividades que menoscaben la soberanía o los intereses del país anfitrión (por ejemplo injerencia en los asuntos internos), por eso eventualmente puede ser considerado persona non grata a cualquier integrante de un servicio diplomático que cometa faltas, contravenciones o delitos en el país anfitrión.
Por extensión puede considerarse persona non grata al sujeto o conjunto de sujetos que haya cometidos delitos, en especial si los delitos son de de lesa humanidad sea cual fuere la parte del mundo en que se hubieran cometido o cometieren; los delitos de lesa humanidad en el más leve de los casos ameritan la calificación de persona non grata, en casos extremos sí los cargos son gravísimos (como en los casos de crímenes de guerra) ya la figura jurídica de persona non grata puede dar lugar a juicios que pueden conllevar hasta la pena capital para los acusados.
La violación de estos artículos puede llevar a la persona non grata ser "castigada". Se utiliza para expulsar a los diplomáticos, también a sospechosos de espionaje ("actividades incompatibles con su estatus"), o como un indicador simbólico de disgusto (por ejemplo, expulsión de Italia del primer Secretario egipcio en 1984). El llamado "tit-for-tat" que son intercambios se han producido, sobre todo durante la Guerra Fría y en los últimos tiempos entre los Estados Unidos y Venezuela.
El Tratado de Lausana en 1923 incluye la lista de 150 personae non gratae de Turquía, quienes prohibieron la entrada de un grupo de altos oficiales del Imperio otomano y alrededor de otras 100 personas a Turquía, hasta la finalización de este estado en 1938.

## Uso no diplomático
En un uso no diplomático, calificar a alguien como «persona non grata» no tiene ninguna consecuencia jurídica, inclusive cuando quien se pronuncia en tal sentido es una Administración Pública, por lo que tan solo significa que la «persona non grata» no resulta del agrado de los miembros del órgano que optaron por tal distinción.

## Influencia cultural

### Literatura
Persona non grata es una novela del chileno Jorge Edwards, que narra los tres meses que, como encargado de negocios del gobierno de Salvador Allende, pasó el autor en la Cuba revolucionaria del año 1970. Según Octavio Paz, 

Este libro uno de los clásicos verdaderamente vibrantes de la literatura latinoamericana moderna... Puede ser leído como testimonio o como obra de ficción... Su lenguaje es una amalgama de las virtudes más difíciles: la transparencia con la inteligencia, la penetración más incisiva con una sonrisa...

El arrojo de Jorge Edwards al publicar este libro en 1973 concitó no solo el interés mundial, sino que además se hizo acreedor de una doble censura: la obra fue proscrita tanto por la izquierda como por la derecha. A más de treinta años de esa primera edición, mantiene su vigencia y la abierta hostilidad de Fidel Castro, quien no duda en encabezar su lista de libros más odiados con Persona non grata.
Tras su primera aparición, en Barral editores, ha sido reeditada en español en varias oportunidades, con adiciones y comentarios del autor en varias de ellas: por el Círculo de lectores, en 1975; Seix Barral, en 1982; Plaza & Janés, en 1985; Tusquets, en 1991; Alfaguara, en 2006; DeBolsillo, en 2013; Cátedra, en 2015; y El Estilete, en 2017.

### Cine y televisión
Persona Non Grata es el nombre de un documental, dirigido por Oliver Stone en 2003, que retrata los conflictos entre israelíes y palestinos. Incluye entrevistas con Ehud Barak (Primer ministro de Israel), con Yasir Arafat (presidente de la Autoridad Nacional Palestina) y con varios militantes palestinos.
Hay también una película de Krzysztof Zanussi titulada Persona non grata. La película narra la historia de un diplomático polaco que, junto a un amigo suyo, se ve envuelto en intrigas políticas en el marco de la Guerra Fría.

### Videojuegos
En el videojuego de disparos en primera persona Call of Duty: Modern Warfare 3, la tercera misión recibe el nombre de Persona Non Grata que se desarrolla en la India.
En el videojuego Assassins Creed Brotherhood, una misión de Cristina lleva el nombre Persona non grata.
En el videojuego The Sims 3 en las relaciones está la persona non grata (la diferencia principal con el enemigo es que con el enemigo han discutido, mientras que la persona non grata les ha perjudicado de forma indirecta).

### Música
La decimoprimera canción del quinto disco, Catch Thirty-Three, de la banda sueca Meshuggah recibe el nombre de Personae Non Gratae.